# Hamburg-Lohbrügge
Lohbrügge ist ein Stadtteil im Südosten Hamburgs und gehört zum Bezirk Bergedorf. Mit rund 41.000 Einwohnern ist Lohbrügge der einwohnerstärkste Stadtteil des ansonsten eher ländlichen Bezirks, bietet aber auch großzügige Naturflächen wie die Boberger Düne. Durch die Bundesstraße 5 ist er mit der Hamburger Innenstadt verbunden.

## Geographie
Lohbrügge liegt am nördlichen Rand des Elbe-Urstromtales und grenzt an die Stadtteile Billwerder, Bergedorf und Billstedt, sowie den Kreis Stormarn in Schleswig-Holstein. Nordwestlich verläuft die Bahnstrecke Hamburg-Tiefstack–Glinde; südlich die Bahnstrecke Berlin–Hamburg.

## Geschichte

### Lohbrügge

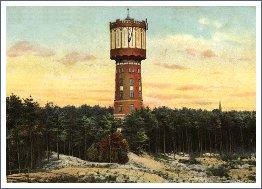
Der Wasserturm 1907

Der Name Lohbrügge bezeichnet mit der Vorsilbe Loh einen Wald oder eine Waldlichtung, mit der Nachsilbe brügge eine Brücke. Er ist entsprechend auf einen Flussübergang zurückzuführen. Das Gebiet des heutigen Lohbrügge wurde am 1. November 1257 erstmals urkundlich erwähnt. Die Grafen Johannes und Gerhard von Holstein, Stormarn und Lauenburg verkauften mit der Urkunde für „70 Mark Hamburgische Pfennige“ den Asbrook an zwölf umliegende Dörfer, zu denen Lohbrügge und auch Glinde, Schönningstedt, Boberg, Steinbek, Oststeinbek und Hope (Vorgängerdorf von Sande) gehörten. Lohbrügge war ein aus wenigen Höfen bestehendes Bauerndorf in einer weitläufigen Wiesen- und Ackerlandschaft, vermutlich dort gelegen, wo heutzutage Binnenfeldredder und Leuschnerstraße aufeinander treffen (53° 30′ 10″ N, 10° 12′ 17″ O).
Das Dorf Lohbrügge wurde 1303 dem Kloster Reinbek übereignet. Mit der Säkularisation des Klosters (1528) fielen Lohbrügge und das nun Sande heißende Hope 1544 an das Amt Reinbek, das den Herzögen von Schleswig-Holstein-Gottorf gehörte. Im Steinbeker Kirchbuch von 1580 finden sich Hinweise über den Ort Sande, einem Wegverlauf von der heutigen Alten Holstenstraße westlich über die Geest.
| Jahr | Einwohner- Zahl |
| ---- | --------------- |
| 1987 | 36.144          |
| 1988 | 35.987          |
| 1989 | 35.929          |
| 1990 | 36.239          |
| 1991 | 36.291          |
| 1992 | 36.314          |
| 1993 | 36.676          |
| 1994 | 36.498          |
| 1995 | 36.611          |
| 1996 | 36.349          |
| 1997 | 35.945          |
| 1998 | 35.808          |
| 1999 | 36.031          |
| 2000 | 36.763          |
| 2001 | 37.165          |
| 2002 | 37.583          |
| 2003 | 37.764          |
| 2004 | 38.093          |
| 2005 | 38.082          |
| 2006 | 38.343          |
| 2011 | 38.933          |
| 2021 | 40.523          |
| 2023 | 41.295          |

Um 1700 hatten Sande und Lohbrügge zusammen etwa 250 Einwohner. 1750 wurde Lohbrügge, zu dem nun auch die kleineren Siedlungen Sande und Ladenbek gehörten, bis 1768 an Hamburg verpfändet; 1773 wurde die ganze Region dänisch. 1846 wurde die Hamburg-Berliner Eisenbahn mit dem Bahnhof Hamburg-Bergedorf im südlichen Bergedorf eröffnet. Hope selbst ist wohl durch Sandverwehungen untergegangen, der Name Höperfeld erinnert an das einstige Dorf.
Um 1850 hatte Lohbrügge 600 Einwohner und 1890 – bedingt vor allem durch die Industrialisierung – bereits fast 3500.
Mit dem Anschluss Schleswig-Holsteins an Preußen wurde Lohbrügge Teil des neu gebildeten Kreises Stormarn. In den folgenden Jahren wurden 1882 die Freiwillige Feuerwehr Lohbrügge, 1892 der Verein für Leibesübungen und 1894 die Kirchengemeinde Lohbrügge gegründet. Nach der Abspaltung von Steinbek, welches zur selbstständigen Gemeinde wurde, wurden 1895 Lohbrügge, Sande und Ladenbek zur Großgemeinde Sande zusammengefasst. 1899 wurde die Erlöserkirche Lohbrügge eingeweiht.
1929 schloss sich die Großgemeinde Sande mit Boberg zur Gemeinde Lohbrügge zusammen. An den ehemaligen Ort Sande erinnern heute noch einige Straßen- und Ortsbezeichnungen, so etwa der Sander Damm an der ehemaligen Ortsgrenze zu Bergedorf, die Sander Straße und die Sander Tannen. Sande umfasste etwa das Gebiet zwischen dem Sander Damm im Osten und der Ortsgrenze zu Boberg im Westen, reichte bis an den Verlauf der heutigen Bergedorfer Straße sowie dem Ladenbeker Weg im Süden und der Lohbrügger Landstraße im Norden. Zu früherer Zeit war das südliche Sande nahezu vollständig mit Kiefern bewaldet; die Sander Tannen wurden in den Nachkriegsjahren jedoch fast vollständig zu Brennholz verarbeitet und konnten später mühsam wieder aufgeforstet werden. Einige Überbleibsel des originalen Waldbestandes finden sich heute nur noch in der Niederung am Ruselerweg / Krellweg. Auf dem Geesthang erinnern Straßennamen wie etwa Höperfeld an damalige landwirtschaftliche Nutzung.
Bei der Reichstagswahl März 1933 stimmten 32,3 % für die NSDAP, 3,6 % für die DNVP, 45,0 % für die SPD und 15,2 % für die KPD bei einer Wahlbeteiligung von 93,3 %. Die SPD konnte bei dieser Wahl in Lohbrügge ihr höchstes Ergebnis im damaligen Schleswig-Holstein erzielen. Dies führte der Autor Frank Omland auf eine starke Arbeitslosigkeit zurück.
Bis 1937 entwickelte sich die Gemeinde Lohbrügge unabhängig von Hamburg und Bergedorf. Während sich das einstige Ackerbürgerstädtchen Bergedorf bereits ab 1420 im gemeinsamen Besitz der Hansestädte Hamburg und Lübeck befand und 1868 alleinig Hamburg zugesprochen wurde, stand das Lohbrügger Gebiet im Wechsel unter holsteinischer, dänischer und zuletzt preußischer Herrschaft. Erst 1937 wurde die Gemeinde Lohbrügge der Stadt Hamburg zugeschlagen und im Rahmen des Groß-Hamburg-Gesetzes für einige Zeit zu einem Bezirk Hamburgs und 1951 schließlich Teil des Bezirks Bergedorf.
In den Jahren nach dem Zweiten Weltkrieg führten ein starkes Bevölkerungswachstum in der Hansestadt Hamburg und kriegsbedingte großflächige Zerstörungen zu einem Wohnungsmangel. Daraufhin wurde die Ausweitung der Siedlungsgebiete außerhalb des Hamburger Stadtkerns notwendig. Das heutige Gebiet Lohbrügge-Nord war nach dem Krieg größtenteils landwirtschaftlich genutzte Fläche und kaum erschlossen. Durch die Baugenossenschaft Bergedorf-Bille, 1948 gegründet, wurden einige größere Bauvorhaben umgesetzt. Im Rahmen des sogenannten Aufbauplans 60 wurde ein zirka 243 ha großes Gebiet unter dem Namen Lohbrügge-Nord als Baugebiet für eine Großsiedlung ausgewiesen. In den 1960er Jahren wurde mit der Realisierung der Siedlung Lohbrügge-Nord entsprechend dem Konzept der sogenannten Gartenstadt begonnen. Verschiedene sowohl private als auch gemeinnützige Bauträgergesellschaften begannen 1961 mit der Umsetzung des Bauvorhabens, das Mitte der 1970er Jahre abgeschlossen wurde. Durch diese Ausdehnung stieg die Bevölkerungszahl stark an.
In den Jahren 1965, 1967, 1972 und 1987 wurden eine Grundschule, zwei Gymnasien, eine Fachhochschule und eine Gesamtschule eingeweiht.

### Boberg

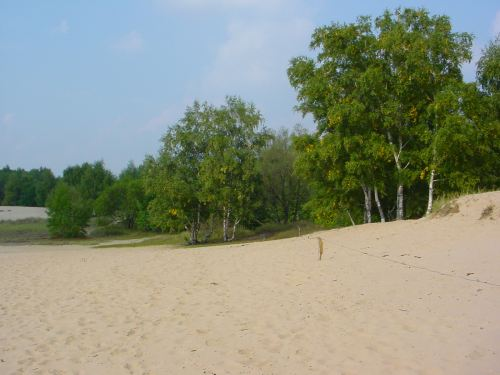
Boberger Düne

Boberg wurde erstmals 1233 als Bocberge urkundlich erwähnt. Der Name bedeutet Buchenberg. Das Bauerndorf lag an der von Hamburg nach Bergedorf führenden Landstraße. Der Ort behielt bis zum Ende des 19. Jahrhunderts seine bäuerliche Struktur, dann wurde eine erste Arbeitersiedlung gebaut und 1890 eine freiwillige Feuerwehr gegründet. 1929 wurde Boberg, das damals rund 900 Einwohner zählte, nach Sande, das gleichzeitig in Lohbrügge umbenannt wurde, eingemeindet. Mit Lohbrügge kam es aufgrund des Groß-Hamburg-Gesetzes 1937 zu Hamburg. In den 1990er Jahren wurde eine Vorstadtsiedlung („Dorfanger Boberg“) erbaut, wodurch der Ortsteil endgültig seinen ländlichen Charakter verlor. Boberg lässt sich heute in drei Teile untergliedern: „Neu Boberg“ nördlich der Bergedorfer Straße („Dorfanger Boberg“), den entlang der Straße Am Langberg gelegenen Teil „Alt Boberg“ und die südlich des Hangs gelegene Boberger Niederung mit ihren vielen traditionellen Bauernhäusern.

## Statistik
(Quelle: )
- Anteil der unter 18-Jährigen: 16,6 % [Hamburger Durchschnitt: 16,8 % (2023)]
- Anteil der über 64-Jährigen: 22,4 % [Hamburger Durchschnitt: 17,8 % (2023)]
- Ausländeranteil: 17,1 % [Hamburger Durchschnitt: 20,7 % (2023)]
- Arbeitslosenquote: 6,3 % [Hamburger Durchschnitt: 6,2 % (2023)]

Das durchschnittliche Einkommen je Steuerpflichtigen beträgt in Lohbrügge 36.938 Euro jährlich (2020), der Hamburger Gesamtdurchschnitt liegt bei 48.035 Euro.

## Politik
Für die Wahl zur Hamburgischen Bürgerschaft gehört Lohbrügge zum Wahlkreis Bergedorf. Die Bürgerschaftswahlen 2025, 2020, 2015, 2011, 2008, 2004, 2001, 1997, 1993, 1991, 1987 und 1986 führten zu folgenden Ergebnissen:
| Bürgerschaftswahl | SPD    | CDU    | AfD    | Grüne 1) | Linke 2) | FDP    | Übrige    |
| ----------------- | ------ | ------ | ------ | -------- | -------- | ------ | --------- |
| 2025              | 39,2 % | 20,7 % | 13,7 % | 09,4 %   | 08,5 %   | 01,3 % | 07,2 %    |
| 2020              | 46,8 % | 11,5 % | 08,7 % | 15,1 %   | 08,2 %   | 03,3 % | 06,4 %    |
| 2015              | 55,2 % | 14,6 % | 07,7 % | 06,5 %   | 07,3 %   | 05,5 % | 03,2 %    |
| 2011              | 54,3 % | 23,0 % | –      | 06,6 %   | 06,1 %   | 04,6 % | 05,4 %    |
| 2008              | 37,8 % | 44,3 % | –      | 05,4 %   | 06,0 %   | 03,6 % | 03,0 %    |
| 2004              | 34,6 % | 48,9 % | –      | 06,1 %   | –        | 02,7 % | 07,8 %    |
| 2001              | 40,6 % | 27,2 % | –      | 04,4 %   | 00,2 %   | 03,3 % | 24,3 % 3) |
| 1997              | 40,3 % | 29,6 % | –      | 08,5 %   | 00,4 %   | 02,5 % | 18,7 % 4) |
| 1993              | 45,9 % | 23,0 % | –      | 09,3 %   | –        | 03,2 % | 18,6 % 5) |
| 1991              | 54,2 % | 32,8 % | –      | 04,6 %   | –        | 04,2 % | 04,1 %    |
| 1987              | 52,0 % | 37,0 % | –      | 04,4 %   | –        | 05,7 % | 00,9 %    |
| 1986              | 47,8 % | 39,3 % | –      | 07,5 %   | –        | 03,9 % | 01,6 %    |

Für die Bundestagswahl gehört Lohbrügge zum Wahlkreis Hamburg-Bergedorf – Harburg. Bei den Bezirksversammlungswahlen ist der Stadtteil auf die Wahlkreise „Lohbrügge I“, „Lohbrügge II“ und „Lohbrügge III / Bergedorf I“ aufgeteilt.

## Kultur und Sehenswürdigkeiten

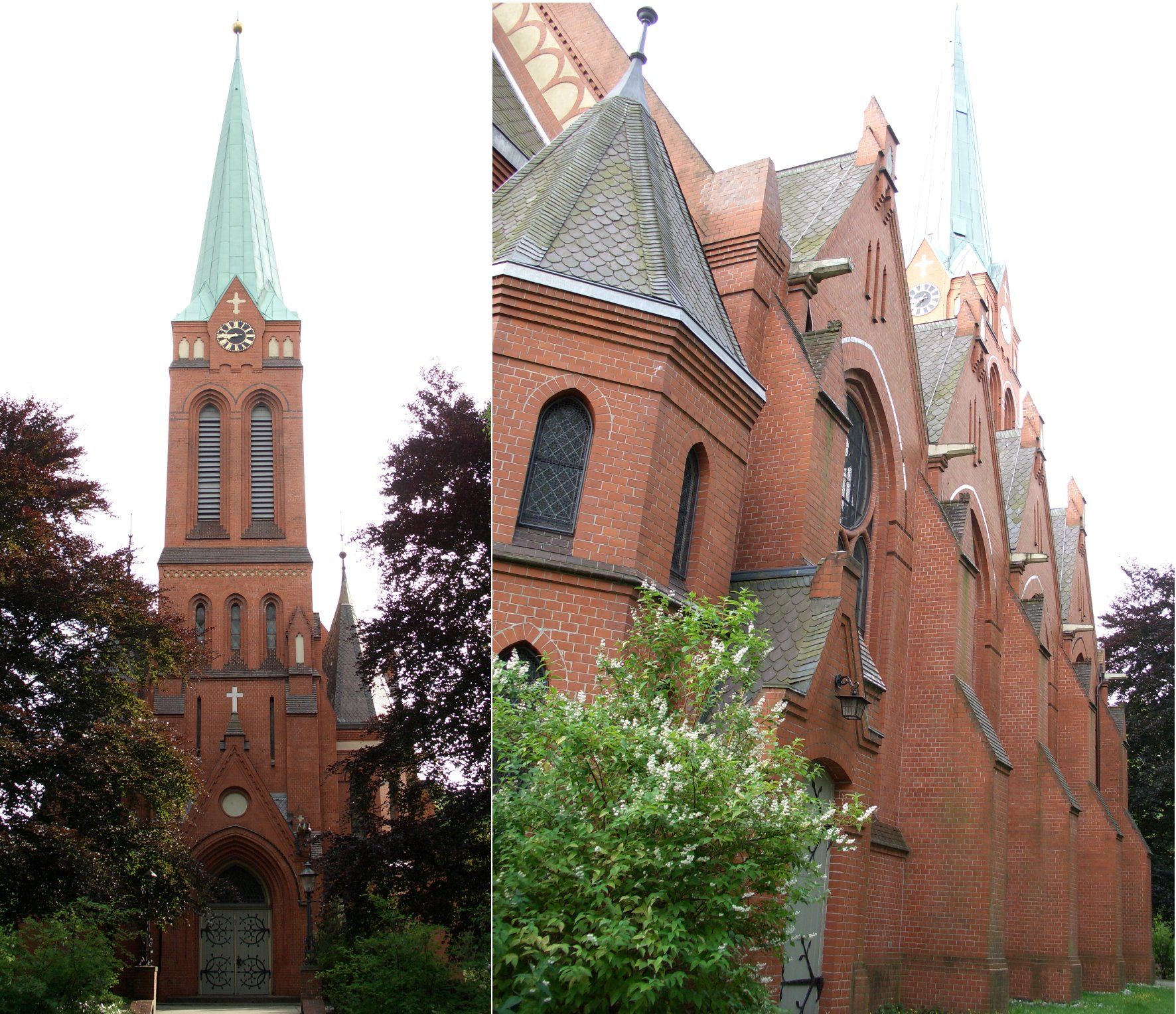
Erlöserkirche am ehemaligen Lohbrügger Friedhof

- Lohbrügger Friedhof und Erlöserkirche: Der ehemalige Lohbrügger Friedhof liegt direkt an der 1899 erbauten Erlöserkirche an der Lohbrügger Kirchstraße (→Lage). Ab 1892 war im damaligen Sandgebiet eine Kirche mit Friedhof geplant. Schlussendlich konnte der kommunale Begräbnisplatz dann am 10. Januar 1897 eingeweiht werden. Der Friedhof wird seit 1972 nicht mehr belegt und ist seit 1997 ein öffentlicher Park, in dem historische Grabmäler erhalten blieben. Sämtliche Wege des Friedhofs laufen auf das von Hugo Groothoff entworfene Mausoleum zu, das der Industrielle Wilhelm Bergner, Gründer der Bergedorfer Eisenwerke, für sich im neuromanischen Stil 1900 erbauen ließ.

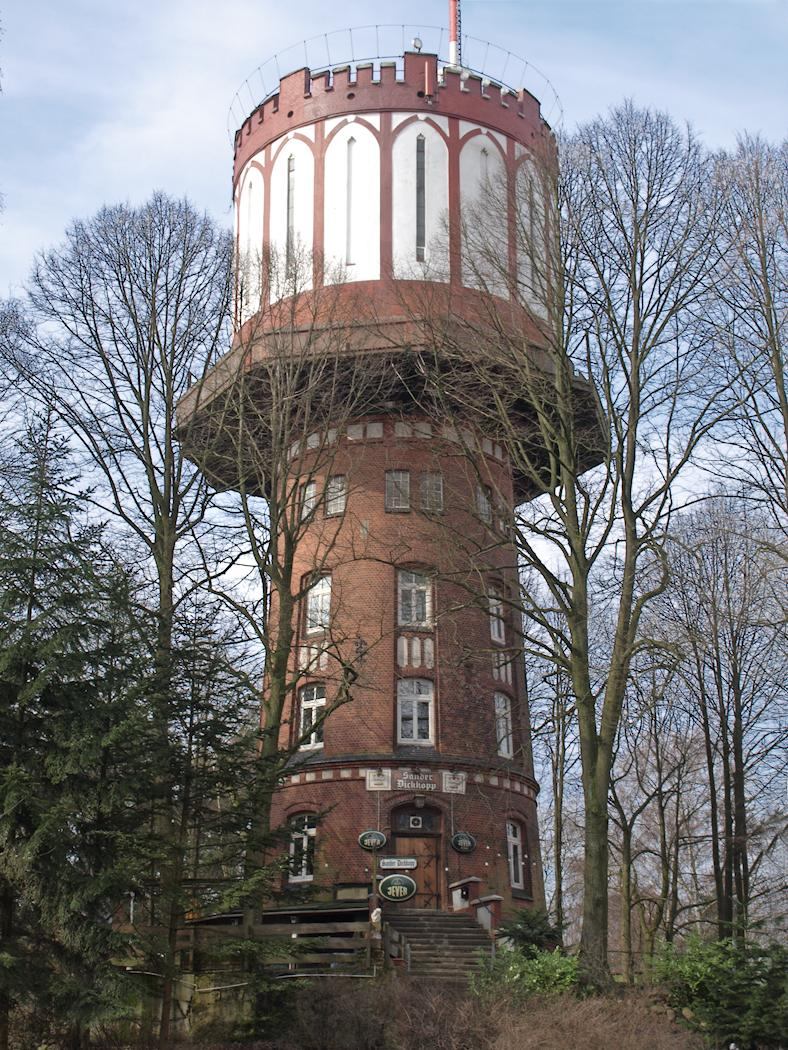
Sander Dickkopp

- Lohbrügger Wasserturm: Lohbrügge hat einen Wasserturm, der quasi als Wahrzeichen oben auf dem Waldrücken – den Sander Tannen – in 38 Metern Höhe thront und zugleich ein beliebter Aussichtspunkt war. Der Turm bekam wegen seiner äußeren Form den Spitznamen: Sander Dickkopp. Er wurde 1907 fertiggestellt und belieferte Lohbrügge bis 1972 mit Wasser. Außer Dienst gestellt, wurde er umgewidmet und war lange Zeit ein bekanntes Ausflugs- und Veranstaltungslokal in privater Hand.
- Fernsehturm: Der 137,5 Meter hohe Fernmeldeturm Hamburg-Lohbrügge ist ein markantes Bauwerk, das 1987 rund 100 Meter vom „Dickkopp“ entfernt errichtet wurde. Er ersetzte einen Stahlgittermast (scherzhaft: „Eiffelturm“ genannt) aus den 1960er Jahren.
- Naturdenkmal: In Lohbrügge liegt das Naturschutzgebiet Boberger Niederung mit Binnendünen, Orchideenwiesen, einem Niedermoor (Achtermoor) und dem Boberger See.
- Wegweiser: Ein künstlerisches Kleinod, ein Wegweiser nach Billwerder, steht an der Brücke des Ladenbeker Furtwegs über die B5. Er wurde vom Hamburger Metall- und Steinbildhauer Ernst Hanssen geschaffen.

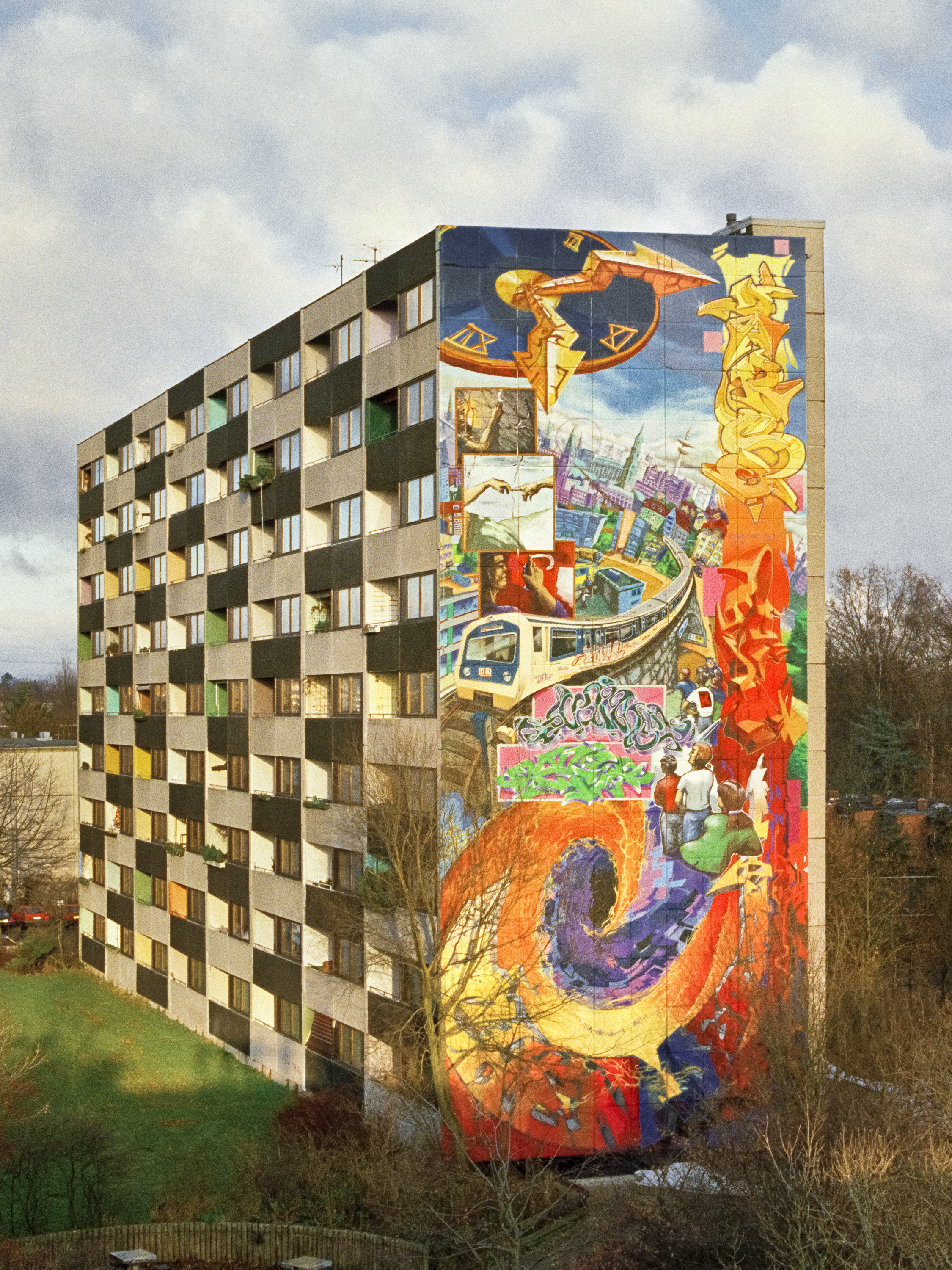
Zeichen der Zeit. Otto-Schumann-Weg, Hamburg-Lohbrügge (Bergedorf)

- Hochhaus-Graffiti Zeichen der Zeit: Die Künstler DAIM,  Darco, Loomit, Hesh, Vaine und Ohne, unter organisatorischer Leitung von Lothar Knode, sprühten im Dezember 1995 das Graffito von insgesamt 300 m² Fläche an einer Hochhaus-Fassade am Otto-Schumann-Weg. Die Arbeit bekam einen Eintrag ins Guinness-Buch der Rekorde für das höchste Graffito der Welt.[8] 1000 Sprühdosen benötigten die Künstler für das 30 Meter hohe und 11 Meter breite Kunstwerk.[9] Es zeigt eine Komposition aus Schrift- und Bildelementen sowie Zitaten aus Meisterwerken der Wandmalerei.

## Wirtschaft und Infrastruktur

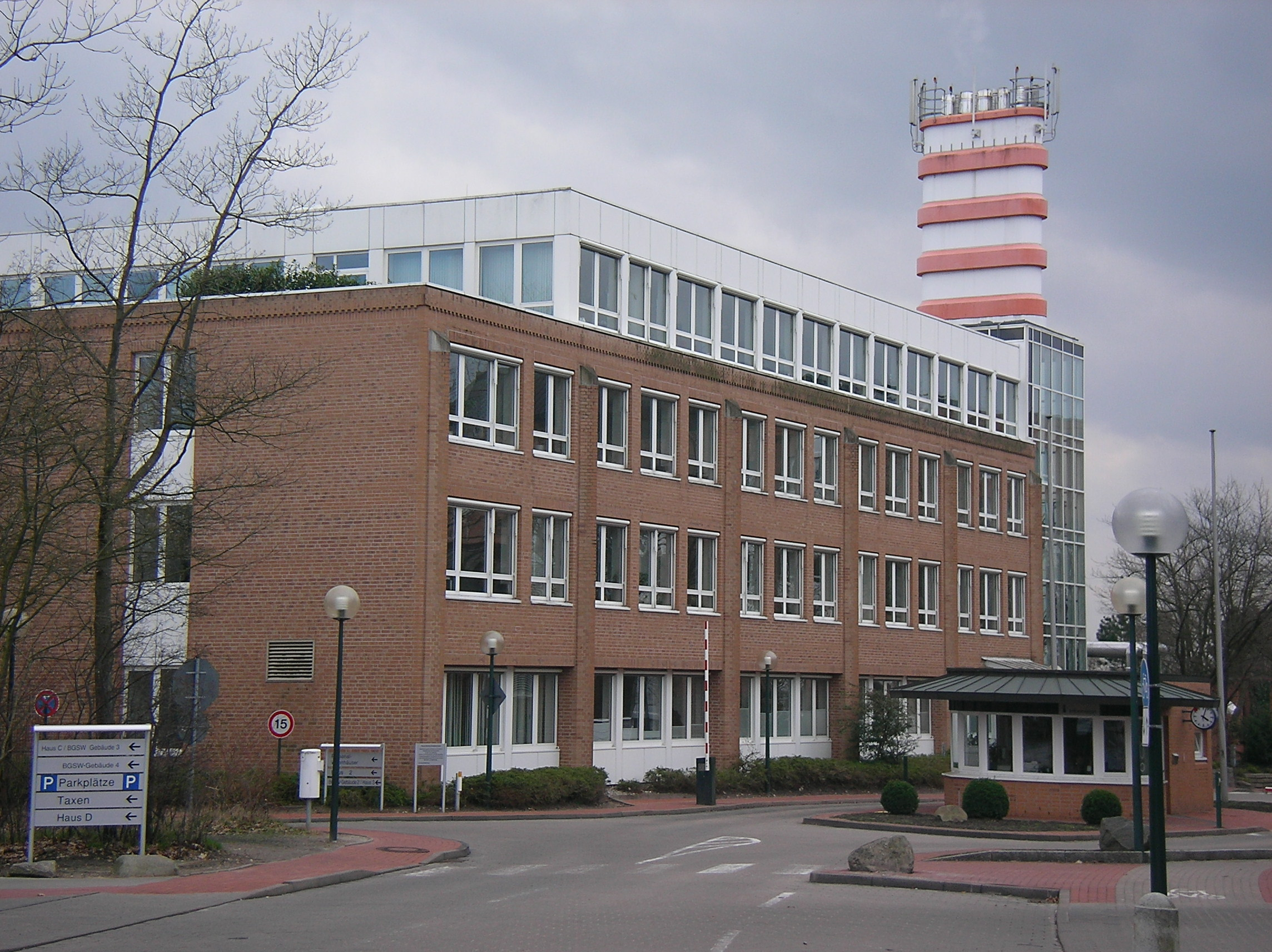
Unfallkrankenhaus Boberg

### Öffentliche Einrichtungen
- Berufsgenossenschaftliches Unfallkrankenhaus Hamburg (kurz: Unfallkrankenhaus Boberg)

### Bildung und Wissenschaft
Grundschulen
- Mendelstraße
- Marnitzstraße
- Leuschnerstraße
- Max-Eichholz-Ring
- Heidhorst
- Reinbeker Redder

Stadtteilschulen
- Richard-Linde-Weg: Seit dem Schuljahr 2010/2011 ist die ehemalige Haupt- und Realschule zur Stadtteilschule geworden. Eine eigene Oberstufe ist vorhanden, die ersten Abiturienten haben im Juni 2013 die Schule verlassen.
- Stadtteilschule Lohbrügge: Seit 1987 gibt es in Lohbrügge die mittlerweile sechs- bis siebenzügige Schule (ehemals Gesamtschule) am Binnenfeldredder.[10]

Gymnasien
- Gymnasium Lohbrügge: Das größte und älteste Gymnasium in Lohbrügge. Es entstand Ende der 1960er Jahre im nördlichen Lohbrügge im Zuge des Neubaus von Wohnungen in der Region („Lindwurm“).
- Gymnasium Bornbrook

Im Lohbrügger Süden bestand zudem das Gymnasium Sander Tannen, das Ende der 1980er Jahre zugunsten der Gesamtschule Bergedorf auslief.
Fachhochschulen und Institute
- Campus Bergedorf der Hochschule für Angewandte Wissenschaften Hamburg an der Lohbrügger Kirchstr.
- vTI – von-Thünen-Institut: "Abteilung für Holz- technologie und -biologie"; ehemals Bundesforschungsanstalt der Forst- und Holzwirtschaft.

### Sport
- In der Boberger Niederung liegt der Hamburger Segelflugplatz mit einer 1300 Meter langen Start- und Landebahn (Koordinaten: 53° 30′ 48″ N, 10° 8′ 54″ O). Am Segelflugplatz beheimatet sind die beiden Vereine Hamburger Aero Club und Hamburger Verein für Luftfahrt.
- Die Sportvereinigung Polizei Hamburg ist mit ihrer Abteilung Bergedorf/Lohbrügge seit 1970 traditionell in den Lohbrügger Sportanlagen tätig. Hervorgegangen aus dem Jugendwerk unfallgeschädigter Kinder in der Sportvereinigung Polizei Hamburg steht die Abteilung inzwischen allen Altersgruppen in diversen Sportarten offen.
- Der Sportverein VfL Lohbrügge besteht seit 1892. Er ist am Binnenfeldredder beheimatet und bietet Sportarten vom Fußball über Turnen und Gymnastik bis hin zu Cheerleading, an.
- Der Tennis-Club Blau Weiss Lohbrügge e. V. besteht seit 1973 und hat seine Anlagen am Rande des Naturschutzgebietes Boberger Niederung im Straßendreieck Ladenbeker Furtweg/Am Moosberg. Seit 1980 besteht neben den Außenanlagen auch eine Drei-Feld-Tennishalle. 1998 zählte der Verein 500 Mitglieder, heute sind es ca. 300.[11]